# Sinpyeong-dong, Busan
Sinpyeong-dong (koreanska: 신평동) är en stadsdel i staden Busan i den sydöstra delen av Sydkorea, 300 km sydost om huvudstaden Seoul. Den ligger i stadsdistriktet Saha-gu.

## Indelning
Administrativt är Sinpyeong-dong indelat i:
| Namn    | Namn                 | Yta km² | Invånare 31 dec 2018 |
| ------- | -------------------- | ------- | -------------------- |
| 신평1동 | Sinpyeong 1(il)-dong | 1,65    | 19 175               |
| 신평2동 | Sinpyeong 2(i)-dong  | 2,65    | 15 848               |